# 緯書
緯書（いしょ）とは漢代、儒家の経書を神秘主義的に解釈した書物。
「緯」とは「経」（たて糸）に対する「よこ糸」であり、経書に対応する書物（群）を指して緯書と称している。

## 解説
七経（『詩』『書』『礼』『楽』『易』『春秋』『孝経』）に対して緯書が作られ、これを七緯（しちい）と総称する。
狭義の緯書は、経書の注釈として、経書の内容に従って書かれた書物を指しているが、緯書は、天文占など未来記としての讖記（しんき）と同様の内容を含むものも含んでいる。よって、広義では、緯と讖とを総称して緯書と呼んでいる。また、讖緯（しんい）の説、讖緯思想という呼ばれ方もする。
前漢末から後漢にかけて隆盛し、後漢では内学とまで呼ばれた。緯書の原本は隋の煬帝により禁書処分されて散逸し、三善清行による「革命勘文」（『群書類従』　第貮拾六輯 雜部　所収）に『易緯』、『詩緯』が逸文として断片的に残る。そのうち鄭玄の注に、辛酉革命説の記述がある。
また神話や伝説、迷信などを含む一方、天文や暦法、地理などの史料を豊富に含んでいる。

## 緯書の主な遺例
- 易緯乾鑿度
- 書緯考霊曜
- 詩緯含神霧
- 礼緯稽命徴
- 楽緯動声儀
- 春秋元命苞
- 孝経援神契
- 尚書中候握河紀
- 論語讖比考
- 河図括地象
- 洛書霊準聴